# اونتروارت
اونتروارت (به آلمانی: Unterwart) یک منطقهٔ مسکونی در اتریش است که در ناحیه اوبروارت واقع شده‌است. اونتروارت ۹۱۰ نفر جمعیت دارد.